# Kanton Thiviers
Kanton Thiviers (francouzsky Canton de Thiviers) je francouzský kanton v departementu Dordogne v regionu Akvitánie. Tvoří ho 10 obcí.

## Obce kantonu
- Corgnac-sur-l'Isle
- Eyzerac
- Lempzours
- Nantheuil
- Saint-Jean-de-Côle
- Saint-Martin-de-Fressengeas
- Saint-Pierre-de-Côle
- Saint-Romain-et-Saint-Clément
- Thiviers
- Vaunac